# Honda P
Honda P — рядный трёхцилиндровый бензиновый двигатель внутреннего сгорания производства японской компании Honda.

## Описание
Впервые двигатель Honda P был представлен в сентябре 2003 года на Honda Life. В двигателе применяется один верхний распредвал для привода двух клапанов на цилиндр (один впускной, один выпускной, всего шесть). Также двигатель оснащён системой системой искрового зажигания i-DSI («интеллектуальное двойное и последовательное зажигание»), в которой применяются две свечи зажигания на цилиндр. Свечи зажигания зажигаются последовательно, одна за другой, чтобы более полно сжечь топливный заряд для большей мощности, снижения расхода топлива и снижения выбросов. Топливо подаётся с помощью электронной системы впрыска топлива Honda PGM-FI.
Необычная особенность конструкции двигателя Honda P — то, что он не имеет отдельного выпускного коллектора. Вместо этого выхлопные газы собираются в проходах самой головки блока цилиндров и подаются непосредственно в каталитический нейтрализатор. Компания Honda утверждает, что такая конструкция помогает быстрее нагревать катализатор, чтобы более эффективно отфильтровывать вредные выбросы.
Двигатель P10A имеет расстояние между отверстиями 80 мм и большинство других основных размеров с 1,5-литровым четырёхцилиндровым двигателем NA, увеличивая унификацию деталей и упрощая производство.

## Модификации

### P07A
- Клапанный механизм: i-DSI SOHC
- Клапанов: 6
- Объём: 658 см3
- Диаметр цилиндра × ход поршня (мм): 71,0 × 55,4
- Мощность:
  - 09.2003—10.2008: 38 кВт (51 л. с.) при 6700 об/мин[5][6]
  - 11.2008—2013: 38 кВт (51 л. с.) при 7100 об/мин[7]
- Крутящий момент:
  - 09.2003—10.2008: 61 Н·м при 3800 об/мин
  - 11.2008—2013: 60 Н·м при 3600 об/мин
- Применения:
  - Honda Life (JB5, JB6, JC1, JC2)
  - Honda Zest (JE1, JE2)

### P07A (турбированный)
- Клапанный механизм: i-DSI SOHC
- Клапанов: 6
- Наддув: турбонаддув
- Объём: 658 см3
- Диаметр цилиндра × ход поршня (мм): 71,0 × 55,4
- Мощность: 47 кВт (63 л. с.) при 6000 об/мин
- Крутящий момент: 93 Н·м при 4000 об/мин
- Применения:
  - Honda Life (JB7, JB8, JC1, JC2)
  - Honda Zest (JE1, JE2)

### P10A2
- Клапанный механизм: i-VTEC Earth Dreams DOHC
- Клапанов: 12
- Наддув: турбонаддув
- Объём: 988 см3
- Диаметр цилиндра × ход поршня (мм): 73 × 78,7
- Мощность: 95 кВт (128 л. с.) при 5500 об/мин
- Крутящий момент: 200 Н·м при 2250 об/мин
- Применения:
  - Honda Civic (хетчбэк) (FK6; Великобритания)
  - Honda Civic (седан) (Китай)
  - Honda Crider/Envix (Китай)

### P10A6

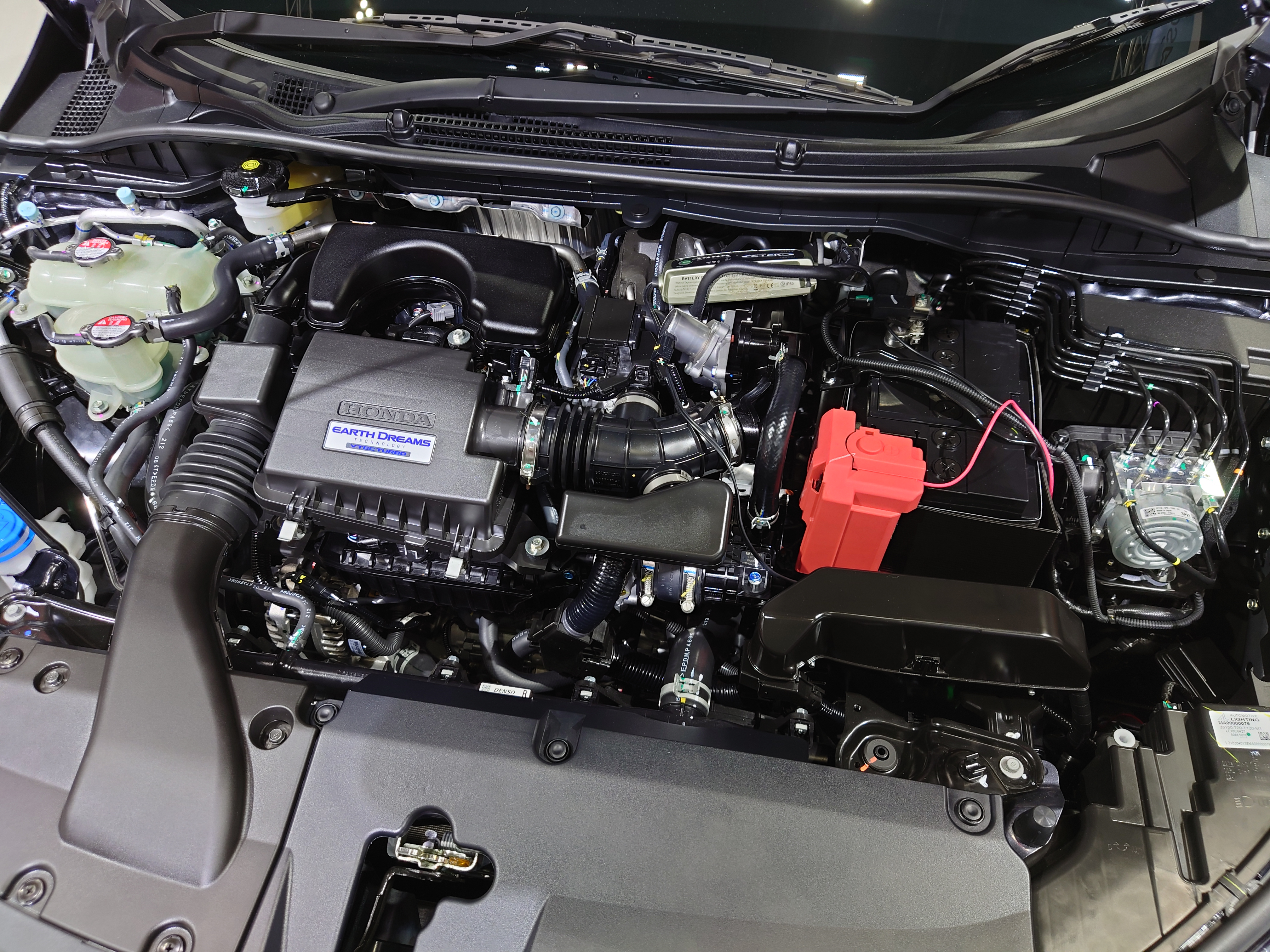
Honda P10A6

- Клапанный механизм: VTEC Turbo Earth Dreams DOHC
- Клапанов: 12
- Наддув: турбонаддув
- Объём: 988 см3
- Диаметр цилиндра × ход поршня (мм): 73 × 78,7
- Мощность: 91 кВт (120 л. с.) при 5500 об/мин
- Крутящий момент: 173 Н·м при 2000—4500 об/мин
- Применения:
  - Honda City (GN1 и GN7; Таиланд)